# Pardosa basiri
Pardosa basiri là một loài nhện trong họ Lycosidae.
Loài này thuộc chi Pardosa. Pardosa basiri được Dyal miêu tả năm 1935.